# Polyalthia tipuliflora
Polyalthia tipuliflora este o specie de plante din genul Polyalthia, familia Annonaceae, descrisă de David Mark Johnson. Conform Catalogue of Life specia Polyalthia tipuliflora nu are subspecii cunoscute.